# Ned Jarrett
Ned Jarrett, född den 12 oktober 1932 i Newton, North Carolina, är en amerikansk racerförare. Han är far till racerföraren Dale Jarrett, och de två är ett av de tre par fäder och söner som blivit mästare i Nascar Cup Series. Ned vann titeln 1961 och 1965, medan Dale vann titeln 1999.

## Racingkarriär
Jarrett gjorde sin debut i Nascar 1952 på Hickory Speedway, och hans far blev arg, då han ansåg att Ned inte skulle köra, bara vara mekaniker på bilarna. Jarrett ersatte då en släkting när han var sjuk inför en tävling, och körde under falskt namn, tills fadern upptäckte honom, och sade att om han nu verkligen ville köra, skulle han göra det under sitt eget namn. Han vann sitt första race 1955 på Rambi Raceway, men körde sin första hela säsong först 1960, då han tog fem delsegrar, och slutade tvåa i mästerskapet. Jarrett vann sedan titeln 1961. Hans andra titel kom säsongen 1965, då han vann 14 lopp under säsongen, och tog mer än 40 toppfemplaceringar. Han lämnade racingen 1966, 34 år gammal, för att satsa på en civil karriär.